# Rodolfo Coria
Rodolfo A. Coria (ur. 1959) – argentyński paleontolog specjalizujący się w badaniu dinozaurów. Obecnie jest dyrektorem Museo Carmen Funes w Plaza Huincul, w argentyńskiej prowincji Neuquén. Opisał kilkanaście nowych gatunków dinozaurów, m.in. Argentinosaurus huinculensis (wraz z José Bonaparte w 1993) – jednego z największych zauropodów – oraz Giganotosaurus carolinii (wraz z Leonardo Salgado w 1995) – jednego z największych teropodów. Jest także jednym z odkrywców stanowiska paleontologicznego Auca Mahuevo, znanego m.in. ze znakomicie zachowanych zarodków tytanozaurów – w 2002 wraz z Chiappem i Dingusem opisał stamtąd aukazaura. Wystąpił również w kilku filmach dotyczących dinozaurów.